# Predeal
Predeal ist eine Kleinstadt im Kreis Brașov in der Region Siebenbürgen und die am höchsten gelegene Stadt in Rumänien.

## Geographische Lage
Der Luftkurort Predeal umgeben von den Bergmassiven Postăvarul, Piatra Mare und Bucegi – Teile der Karpaten – liegt auf einer Höhe von 1040 bis 1100 m. An der Europastraße 60 und der zweigleisigen elektrifizierten Eisenbahnstrecke Bahnstrecke Ploiești–Brașov gelegen, befindet sich die Kleinstadt etwa 25 Kilometer von der Kreishauptstadt Brașov (Kronstadt) entfernt. Der Predeal-Pass ist die wichtigste Verbindung zwischen der Walachei und Siebenbürgen.

## Geschichte
Erst nach dem Bau der grenzüberschreitenden Eisenbahnstrecke zwischen dem Königreich Ungarn und Rumänien 1879 wird Predeal 1910, als Ortschaft, erstmals urkundlich erwähnt. Bis vor dem Ersten Weltkrieg war Predeal ein Grenzort zwischen Österreich-Ungarn und Rumänien. In der Gegend gab es während des Ersten Weltkriegs schwere Kämpfe.

## Demografie
| 1850 | 165   | 20    | 83  | 59 | 3             |
| 1930 | 2.113 | 1.900 | 104 | 17 | 92            |
| 1941 | 2.764 | 2.577 | 74  | 47 | 66            |
| 1956 | 5.121 | 4.623 | 395 | 68 | 35            |
| 1977 | 7.273 | 6.948 | 241 | 73 | 11            |
| 1992 | 7.302 | 7.030 | 199 | 38 | 35            |
| 2002 | 5.615 | 5.447 | 125 | 21 | 22            |
| 2011 | 4.755 | 4.309 | 62  | 9  | 375 (Roma 21) |
| 2021 | 4.020 | 3.361 | 40  | 4  | 615 (Roma 9)  |

Seit der offiziellen Erhebung von 1850 wurde in Predeal die höchste Einwohnerzahl 1992 und gleichzeitig die der Rumänen ermittelt.

## Sehenswürdigkeiten
- Die Kirchen Sf. Nicolae (1819) und Nașterea Maicii Domnului (1835) und das im 19. Jahrhundert errichtete Kloster stehen unter Denkmalschutz.[6]
- Predeal ist Ausgangspunkt für zahlreiche touristische Ausflugsziele der Umgebung und verfügt auch über mehrere Skiabfahrten von 200 bis 2400 Meter Länge.[3]

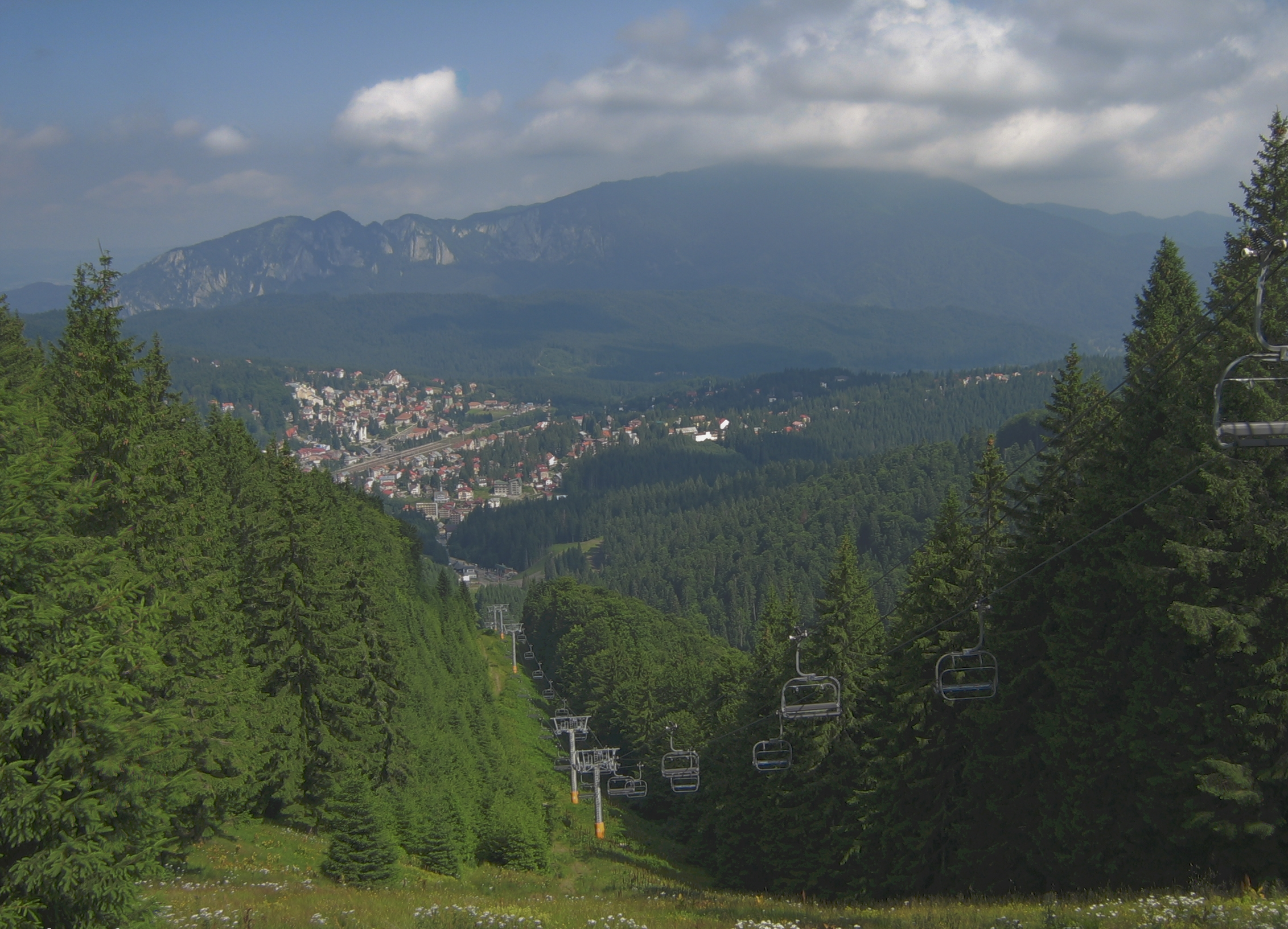
Predeal und das Postavaru-Massiv (Schuler)
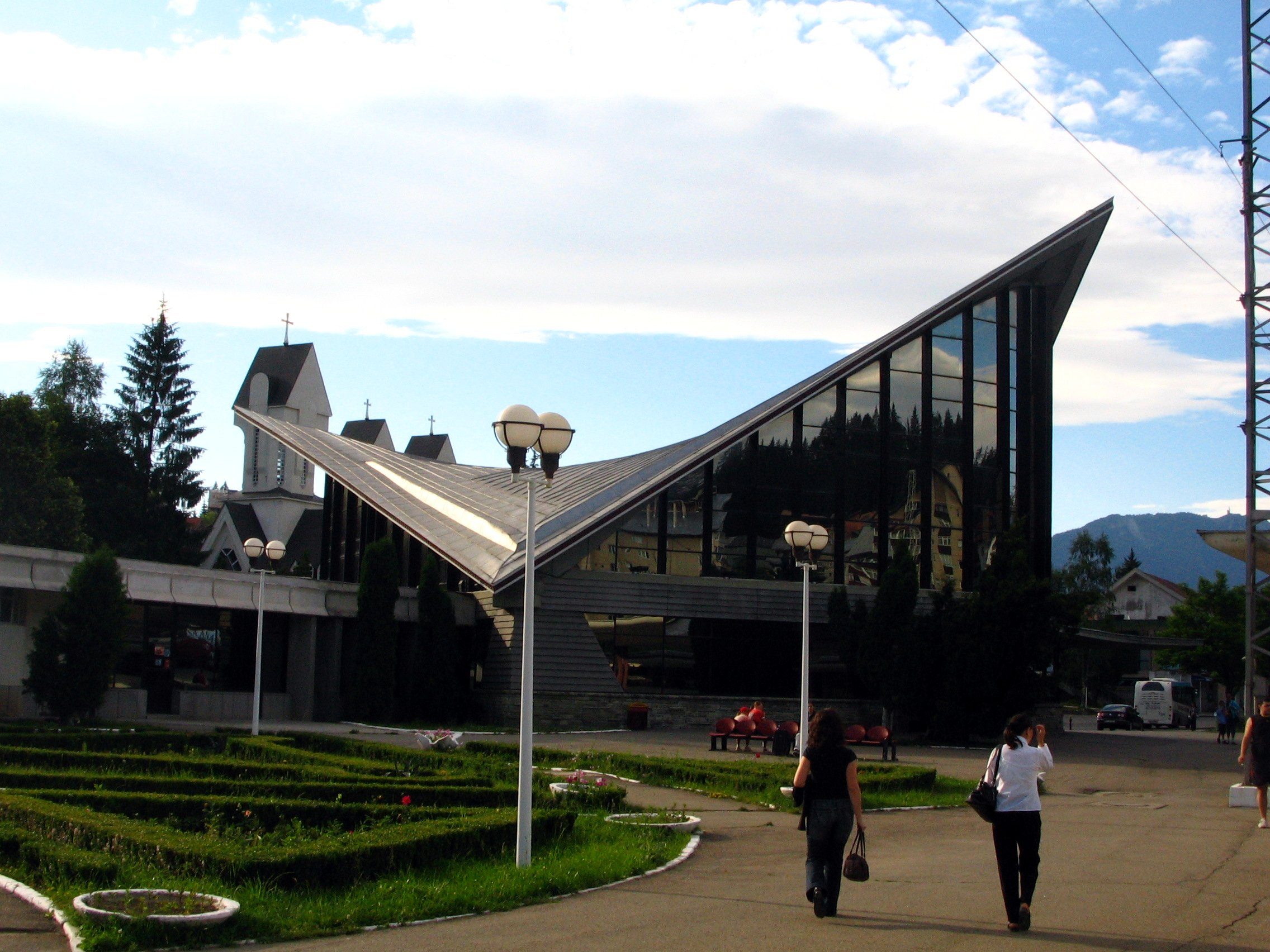
Bahnhof Predeal
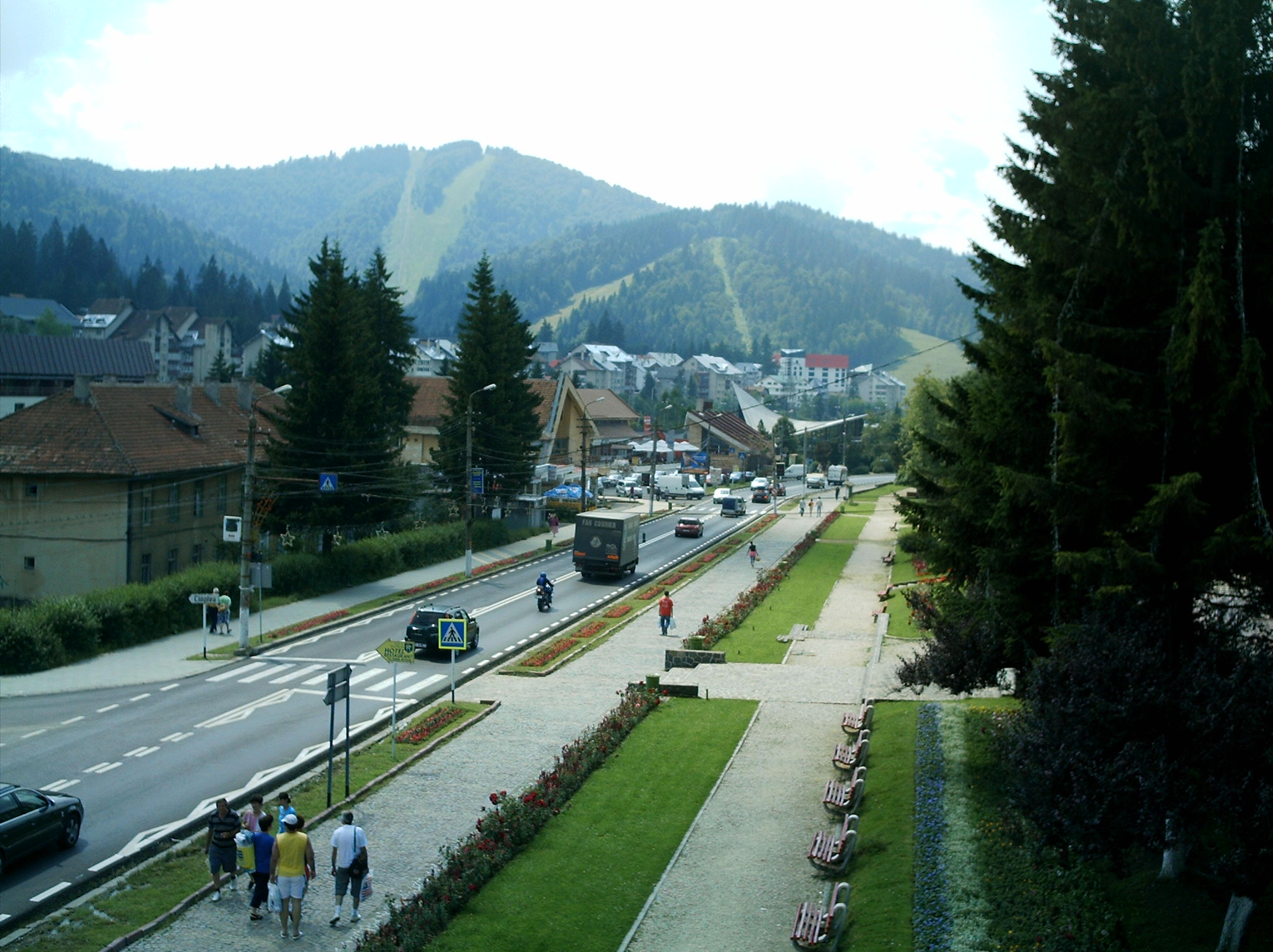
Durchgangsstraße in der Ortsmitte
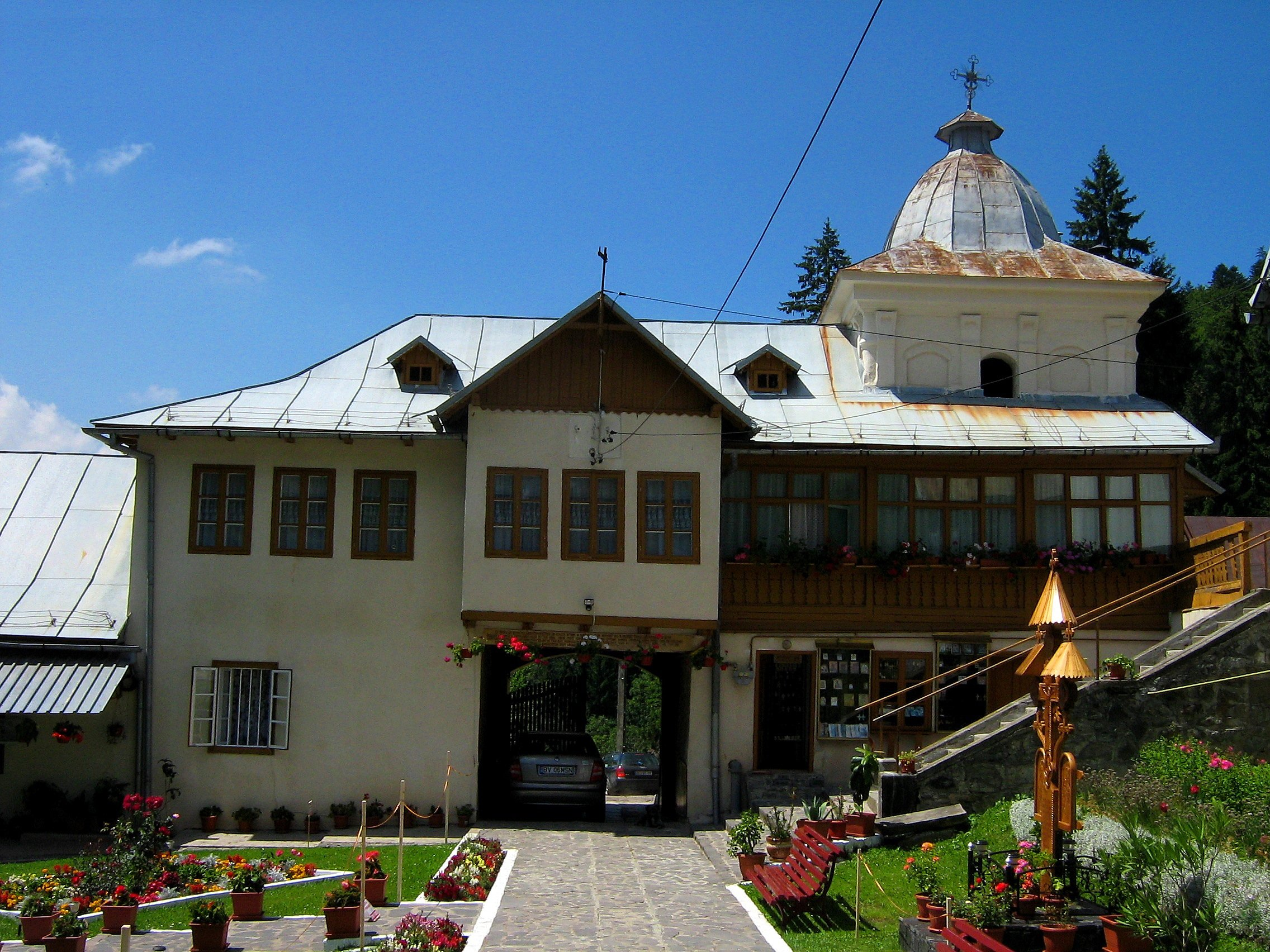
Kloster in Predeal

## Persönlichkeiten
- Dumitru Frățilă (1926–1988), Wintersportler
- Florea Lepădatu (1926–1981), Skilangläufer
- Dragoș Staicu (* 1985), Skirennfahrer
- Wilhelm zu Wied (1876–1945), der albanische Fürst aus einer deutschen Adelsfamilie, lebte die letzten 20 Jahre seines Lebens in der Stadt.